# Jimera de Líbar

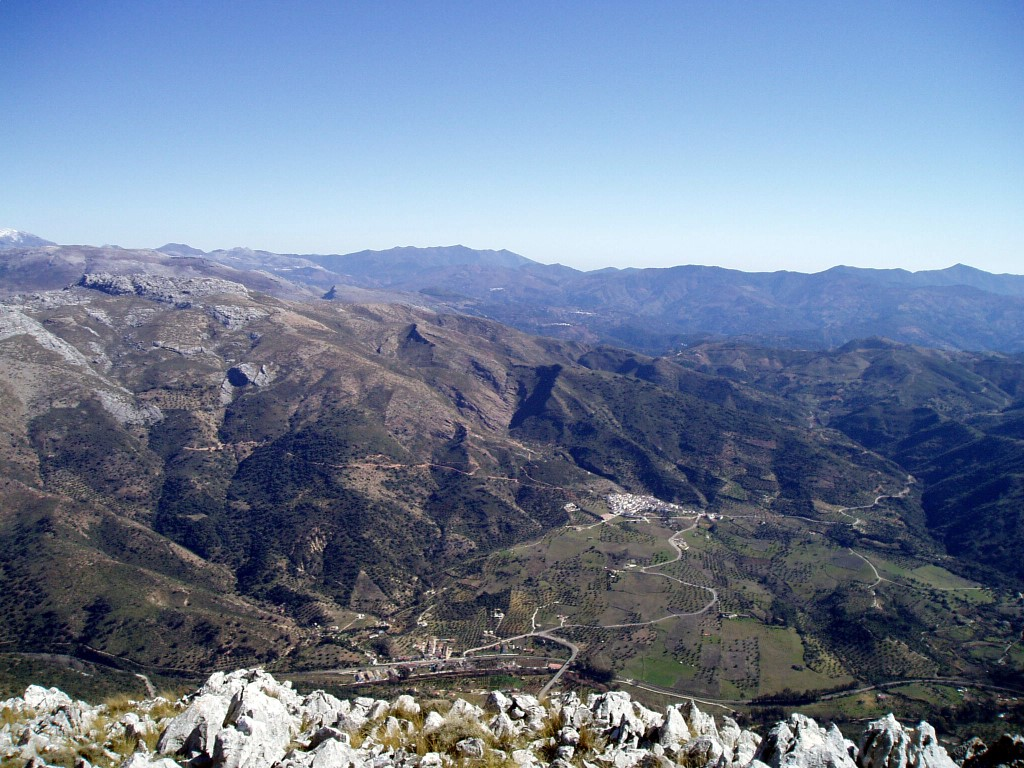
Vista de Jimera de Líbar

Jimera de Líbar es un municipio español de la provincia de Málaga, Andalucía, situado en la comarca de la Serranía de Ronda. 
Se encuentra situado en el valle del río Guadiaro, en el parque natural de la Sierra de Grazalema. Por carretera se halla situado a 137 km de Málaga y a 672 km de Madrid. 

## Toponimia
Tras la reconquista cristiana recibió la denominación de Ximera de Líbar, referido a la sierra de Líbar.

## Situación
| Noroeste: Benaoján              | Norte: Benaoján | Noreste: Alpandeire |
| Oeste: Cortes de la Frontera    |                 | Este: Atajate       |
| Suroeste: Cortes de la Frontera | Sur: Benadalid  | Sureste: Atajate    |

## Historia
Tiene su origen en un emplazamiento árabe llamado "Inz Almaraz", que significa fortaleza o castillo de mujer. Sobre este castillo se construyó, tras la reconquista, la iglesia del pueblo, en cuya reciente reconstrucción se encontraron restos de un cementerio musulmán. Tras la Guerra de Granada se trata de un territorio de realengo perteneciente al partido de Ronda. En 1667 Esteban Chilton Fantoni y González de Albelda, Regidor Perpetuo de Cádiz, compra Ximera de Líbar a Carlos II, obteniendo en 1684 el título de Conde de Jimera de Líbar.
A finales del siglo XIX se construye la línea de ferrocarril de Bobadilla a Algeciras y, a su paso por Jimera de Líbar se inaugura en 1892 la estación de Jimera de Líbar.

## Geografía humana

### Demografía
Cuenta con una población de 398 habitantes (INE 2024).
| Gráfica de evolución demográfica de Jimera de Líbar entre 1842 y 2021 |
| |
| Población de derecho según los censos de población del INE Población de hecho según los censos de población del INEEn este censo se denominaba Jimera de Líbar, La: 1970 |

## Política y administración
La administración política del municipio se realiza a través de un Ayuntamiento de gestión democrática cuyos componentes se eligen cada cuatro años por sufragio universal. El censo electoral está compuesto por todos los residentes empadronados en Jimera de Líbar mayores de 18 años y nacionales de España y de los restantes Estados miembros de la Unión Europea. Según lo dispuesto en la Ley del Régimen Electoral General, que establece el número de concejales elegibles en función de la población del municipio, la corporación municipal de Jimera de Líbar está formada por 7 concejales.
En las elecciones municipales de 2023, Francisco Javier Lobo (PP) obtuvo 6 concejales con el 75 % de los votos, y el PSOE 1 concejal con el 25 %.

## Monumentos y lugares de interés
- Iglesia de Nuestra Señora del Rosario.
- Ermita de la Virgen de la Salud.
- Parque natural Sierra de Grazalema.

## Fiestas
- Cabalgata de Reyes Magos: 5 de enero.
- Carnavales: febrero.
- Jimera Tr3s Trail: febrero.
- Semana Santa: marzo o abril.
- Romería: finales de mayo.
- Semana Cultural: julio.
- Feria de la Patrona: Principios de agosto.
- Fiesta del agua: Al acabar la feria.
- Fiesta de la cerveza: octubre.
- Tostón de los difuntos y fiesta de Todos los Santos: noviembre.
- Belén Viviente: diciembre.